# Valjeviken
Valjeviken is een plaats in de gemeente Sölvesborg in het landschap Blekinge en de provincie Blekinge län in Zweden. De plaats heeft 211 inwoners (2005) en een oppervlakte van 12 hectare.